# Sigray Jakab
Gróf felső- és alsósurányi Sigray Jakab Zsigmond József Ádám (Kőszeg, 1764. május 3. – Buda, 1795. május 20.) jogász, a magyar jakobinus mozgalom egyik vezetője, a felvilágosodás híve, reformer.

A Sigray család grófi címere.

## Élete
A magyar római katolikus főnemesi származású gróf Sigray család sarja. Apja gróf Sigray Károly (1716-1800), Somogy vármegye főispánja, hétszemélynök, a Dunántúli Kerületi Tábla elnöke. Anyja gróf nemesságodi Szvetics Zsófia (1744-1784), gróf nemesságodi és pleterniczai Szvetics Jakab (1703-1781) királyi személynök egyetlen leánya volt. Sigray Károlyné Szvetics Zsófia révén szerezte meg a grófi címet Sigray Károly: Mária Terézia magyar királynő 1780. április 14-én grófságra emelte Szvetics Jakabot, nejét Lada Máriát, és egyetlen leányát, Szvetics Zsófiát, férjével, Sigray Károllyal együtt. A nőtlen és gyermektelen Sigray Jakab családját, öccse, gróf Sigray József (1768-1830), Somogy vármegye főispánja, nagybirtokos vitte tovább.
Sigray Jakab gróf, magyaron kívül németül, franciául, olaszul, angolul és latinul írt és beszélt, tehetségesen festett és zenélt, jól lovagolt és kiválóan vívott. Jogot végzett és a Kőszegi Kerületi Tábla titkára, majd táblai ülnöke lett. 1782-ben járulnok, 1787-ben kinevezték a Dunántúli Kerületi Tábla titkári posztjára, de ezt a posztot csak néhány hónapig töltötte be, ugyanis lemondott. 1792-ben lett a Kőszegi Kerületi Tábla létszámfeletti tiszteletbeli ülnöke, amiért - 1794-es letartóztatásáig - évi 500 forint díjazást kapott.
A Martinovics-féle összeesküvésben a hazai nemesi reformereket tömörítő, a társadalmi-politikai gondok megoldását célul tűző Reformátorok Társasága titkos szervezetének igazgatója volt. A jakobinusok elleni perben halálra ítélték, lefejezésére a Vérmezőn kerítettek sort.

## Kapcsolódó szócikk
Sigray család